# Theófilos Khatzimikhaïl
Theófilos Khatzimikhaïl (grec: Θεόφιλος Χατζημιχαήλ), dit igualment Theófilos Kefalàs (grec: Θεόφιλος Κεφαλάς) o simplement Theófilos (grec: Θεόφιλος), nascut a Varià de Lesbos (llavors pertanyent a l'Imperi Otomà) el 1870 i mort al mateix lloc el 24 de març del 1934, fou un dels pintors naïfs grecs més destacats de la darreria del segle xix i el principi del segle xx. L'element dominant de la seva obra era l'hel·lenisme i la il·lustració de la història i les tradicions nacionals dels grecs.